# Z-5保罗·雅各比号驱逐舰
Z-5“保罗·雅各比”号（德語：Z 5 Paul Jacobi）是德国国家海军暨战争海军于1930年代中期建造的十六艘1934级驱逐舰的五号舰，得名于在一战中阵亡的原帝国海军第十七鱼雷艇半区舰队司令、海军少校保罗·雅各比。该舰于1935年7月15日开始在不来梅的德希马格船厂铺设龙骨，1936年3月24日下水，至1937年6月29日交付使用，在战前的大部分时间都用于训练。
1939年9月1日第二次世界大战爆发时，Z-5号正在进行改装，直到1940年初，它才开始在卡特加特海峡执行中立国船舶的违禁品查验任务。该舰于1940年4月上旬参加了挪威战役的早期阶段，负责将部队运送到特隆赫姆地区；同年晚些时候又被调往德占法国，在当地对英国航运实施了数次攻击。Z-5号于1941年的大部分时间都处于维修状态，至1942年初重返法国，成功护送两艘战列舰和一艘重巡洋舰穿越英吉利海峡回国（海峡冲刺）。接下来的一个月，该舰协助护送另一艘战列舰前往挪威北部，继而于5月返回，开始另一次漫长的改装。1943年，Z-5号基本都被闲置在北极，直到9月才回到德国进行再一次改装。然而，它却在盟军对基尔的空袭中严重受损，至1944年底才重新投运。在战争余下的大部分时间里，该舰都在为德国人撤离东普鲁士和轰炸苏联军队的舰艇提供护航。
Z-5号于1945年5月被盟军俘获，并在后者就如何处置被俘的德国军舰进行商议期间都处于英国人的控制之下。它最终于1946年初被分配予法国，更名为德塞号（法語：Desaix）。同年晚些时候，该舰重新投运，但它在法国海军的服役时间相当短暂，仅于1947年间曾巡航前往法国在非洲的殖民地，然后于1948年底停运，1949年初被列入预备役。德塞号此后被用作在法国服役的其他前德国舰艇的备件来源，直到1954年拆解报废。

## 设计
Z-5“保罗·雅各比”号的水线长和全长分别为114米和119米，而在1939年加长舰艏后，则使得全长增至120米。它有11.3米的舷宽以及最大4.23米吃水深度；设计排水量为2,171吨，满载时则可达3,110吨。该舰由两台瓦格纳齿轮传动蒸汽轮机提供动力，各负责驱动一副直径为3.25米的三叶螺旋桨。过热蒸汽则由六台瓦格纳水管锅炉供应，这使得它在70,000匹軸馬力（52,000千瓦特）额定功率下的设计航速为36節（67每小時），但实际上其最高速度甚至可达38.7節（71.7每小時）。Z-5号最多可贮存752吨燃料油，理论上能够以19節（35每小時）的速度的巡航4,400海里（8,100），但实际它在运用过程中重心过高，30%的燃料必须作为压舱物保留在舰内。事实证明，19节航速时的有效行程仅为1,530海里（2,830）。舰只的标准船员编制为10名军官和315名水兵，在担任区舰队旗舰时还可额外增加4名军官和19名水兵。
该舰装备有五门127毫米34式速射炮，架设在带有炮挡的单装炮座上。其中舰艛的前后各有两门采用背负式布置，第五门则安装在后部舰艛的顶端，并从前到后编为1至5号。防空武器由安装在与后部烟囱并排的一对双联装炮座上的四门37毫米30式速射炮和六门单座20毫米30式高射炮组成。此外，该舰还在中心线上的两个四联装动力操纵式底座上安装有八具533毫米鱼雷发射管，每个底座配备一对重新装填装置。四个深水炸弹发射器则安装在艉后部甲板室的侧面，再辅以舰艉两侧的六具单装深水炸弹支架，合共可携带32或64枚炸弹。布雷轨道安装在后甲板，最多可贮存60枚水雷。作为探测潜艇的工具，舰上也搭载有一套称为“群听装置”的被动式水听器。
主动式声纳系统可能于1940年底安装，但具体完成时间不详。战争期间，该舰的轻型防空武器装备也得到了多次增强。经改良的20毫米38式炮取代了原来的30式炮，至1941年又加装了三门。艉部遮蔽甲板上的两门炮被替换为一个20毫米的四联装底座，这可能是在1942年中期的改装过程中完成。在1944－1945年期间，Z-5号是少数几艘按完整的“芭芭拉”计划接受高射炮改装的驱逐舰之一，其既有的全部37毫米炮和大部分20毫米炮都被大量改进型舰炮取代。第五门127毫米炮遭移除以弥补新增武器带来的重量。它保留了原有的四联装炮座，但到战争结束时，其余的防空武器是由四门双联装和两门单装37毫米42式高射炮，以及布置在艏楼和舰桥两侧的四门双联装和一门单装20毫米炮组成。

## 历史
Z-5“保罗·雅各比”号得名于1915年2月12－13日夜间指挥第十七鱼雷艇半区舰队在阿鲁姆暗沙触雷阵亡的德意志帝国海军少校保罗·雅各比。它于1935年1月9日由德国国家海军所订购，自同年7月15日开始在不来梅的德希马格船厂铺设龙骨，建造序列为899。该舰于1936年3月24日下水，至1937年6月29日竣工。随后，它作为第2驱逐支舰队的一份子参加了1937年末的海军演习。1938年4月，Z-5号及其姊妹舰Z-8“布鲁诺·海涅曼”号驶往挪威，测试计划用于后续驱逐舰船级的新式150毫米TbtsK C/36型艦炮。Z-8号共装备了四门新式武器，在奥勒松完成射击试验后将其移除。同年8月，Z-5号跟随第2驱逐支舰队参加了海上阅兵以及接下来的舰队操练。该支舰队于10月陪同装甲舰施佩伯爵将军号前往地中海，并在相继访问了维戈、丹吉尔和休达后归国。从1939年2月到9月29日，Z-5号在威廉港进行了长时间的改装。
改装工作完成后，Z-5号受命自10月11日起在卡特加特海峡执行中立国船舶的违禁品查验任务，直到1940年2月重回造船厂。在同年4月“威悉演习行动”的挪威战役期间，该舰被编入第二集群，任务是运送第3山地师的第139山地猎兵团与重巡洋舰希佩尔将军号一同攻占特隆赫姆。这些舰只于4月6日开始装载部队，并于第二天启航。Z-5号及其姊妹舰Z-8号和Z-6“特奥多尔·里德尔”号各率领一个连的山地部队，负责夺取保卫特隆赫姆峡湾入口的堡垒。途中由于天气非常恶劣，Z-5号发生了严重的左摇，导致左舷锅炉进水口被海水淹没，左舷发动机暂时关闭，另有五名船员被冲下海。在出其不意地通过堡垒后，这些舰只得以轻松让部队登陆并占领了堡垒。所有同行的驱逐舰都在途中遭受了风暴的破坏，且由于补给舰未能如期抵达而燃料不足。希佩尔将军号奉命于4月10日回国，Z-5号和Z-8号遂将所剩燃料转移至Z-16“弗里德里希·埃科尔特”号，以便让后者为巡洋舰提供护航。Z-5号因发动机故障而滞留在特隆赫姆直到5月初。其艉部鱼雷发射管被拆除并重新安装在两艘被扣押的小艇上，以改善当地的防御。
该舰于5月10日抵达威廉港，并在接下来的一个月里进行了维修。6月30日，它重返特隆赫姆，并于7月25日战列舰格奈森瑙号返回基尔时为其提供掩护。在9月中旬被转移到德占法国的大西洋沿岸之前，Z-5号曾在北海布设了水雷。暂驻布雷斯特基地期间，它又于9月28－29日夜间在法尔茅斯湾协助布雷。这片雷区共造成5艘、总计2,026总吨的船舶沉没。之后，该舰回到威廉港开始了漫长的改装，一直持续到1941年10月。在此过程中，其舰桥上方新增了一台FuMO-21型雷达。当离开丹麦奥胡斯前往挪威的途中，Z-5号磕碰到了一个浮标，导致左舷螺旋桨损坏，不得不返回基尔进行维修，直到11月24日。此后在重回奥胡斯装载水雷后，该舰的锅炉又发生故障，被迫再度回国。12月29日，当Z-5号停泊在威廉港的船坞时又被盟军空袭的炮弹碎片轻微致损，三名船员也因此丧生。
1942年1月中旬，当战列舰提尔皮茨号从波罗的海驶向特隆赫姆时，Z-5号也为其护航了数日。为了准备“地狱犬行动”，该舰于1月24日跟随当时的德国第5驱逐区舰队余部一同从基尔出发，前往法国。翌日傍晚，区舰队中的Z-8号在比利时海岸撞上了英国布雷舰鸻号布设的两枚水雷后沉没。Z-5号救出34名幸存者，并前往勒阿弗尔将他们安置上岸，然后于26日抵达布雷斯特。德国舰群于2月11日离开布雷斯特执行“海峡冲刺”，令英国人大吃一惊。期间Z-5号协助击退了五艘英国驱逐舰的攻击，并毫发无损地躲过了一系列空袭。不久之后，该舰与其它四艘驱逐舰一同护送重巡洋舰欧根亲王号和装甲舰舍尔将军号前往特隆赫姆。恶劣天气迫使它和另外两艘驱逐舰在抵达特隆赫姆之前返航，欧根亲王号则在分离后遭一艘英国潜艇严重击损。3月6日，作为“体育宫行动”的一部分，提尔皮茨号计划在Z-5号和其它三艘驱逐舰的护航下，攻击返航的PQ-8号和出航的PQ-12号护航船队，但Z-5号因航速太慢而在行动当晚受命返回港口。两个月后，在“魔笛行动”中，Z-5号、Z-25号和两艘鱼雷艇从5月16日至18日负责护送严重受损的欧根亲王号从特隆赫姆回到基尔。抵达两天后，Z-5号也开始了漫长的改装，一直持续到12月。
1943年1月9日，它与另外两艘驱逐舰一起护送战列舰沙恩霍斯特号和欧根亲王号试图从戈滕哈芬返回挪威。两天后，英国皇家空军的一架飞机在途中发现了这两艘舰，由于失去了出其不意的条件，德国人放弃了这次尝试。接下来的一个月，Z-5号独自前往挪威的博根峡湾。3月中旬，它将战列舰提尔皮茨号、沙恩霍斯特号以及装甲舰吕措号掩护至阿尔塔峡湾，更靠近盟军前往俄罗斯的护航航线。两周后，该舰及其姊妹舰Z-6号和Z-20“卡尔·加尔斯特”号于3月31日驶往扬马延岛，计划与封锁突破船雷根斯堡号会合。它们搜寻了好几天，直到日益恶劣的天气迫使它们带着风暴损伤返回港口。德国人并不知道，雷根斯堡号已于3月30日遭到一艘英国巡洋舰拦截并击沉。Z-5号遂于9月护送吕措号返回基尔，然后自9月30日开始另一次漫长的整修。
Z-5号在盟军对基尔的空袭中严重受损。一枚炸弹击中了艏楼，引发严重火灾，而另外四枚炸弹落在旱坞内，使舰身砸满碎片并因此沉没。它直到1944年4月才重新浮起，改装本身则直到11月才完成。除了必须安装一具新的舰艏，该舰的雷达还被替换为更新的FuMO-24型，为此其前桅也被重建成门柱形状，以便6×2米宽的天线能够完全旋转。舰身后部烟囱平台上的探照灯则由一台FuMO-63“霍恩特维尔”K型雷达取代。在7月18日的空袭中再次被炸弹碎片致损后，Z-5号只得被拖到斯维讷明德完成后续的工作。11月13日，它宣布重新投运，并负责护送医疗船馮·施托伊本將軍號从戈滕哈芬前往斯维讷明德。随后，该舰于12月20日安装了新式的37毫米炮。1945年1月14日，在瑞典哥特兰岛进行鱼雷训练时，Z-5号发射的一枚鱼雷绕回并击中自身，但只造成了轻微的损害。它于当月19日重返战场，在波罗的海东部为船只护航。在其中一次任务中，该舰意外地被货船黑尔佳·施罗德号撞到舰艉。维修工作直到2月27日才完成，战争海军利用此机会为其加装了更多的高射炮。
3月6日至9日，Z-5号炮击了苏联军队，而在战争余下的时间里，当德国人面对苏联红军的推进而撤离东普鲁士时，它则交替执行炮击和护送任务。为了阻挠该舰为最后的几支难民船队提供护航，部分厌战的船员于5月2日破坏了舰上的陀螺罗盘。有三人因此被战地军事法庭定罪，由海军少将伯恩哈德·罗格判处死刑。五天后，Z-5号在弗伦斯堡退役，并于5月21日航行到英国控制下的威廉港，以等待其命运的确定。法国原本拒绝接收任何被俘舰艇，但最终接收了Z-5号和另外三艘驱逐舰。它于1946年1月15日抵达瑟堡，至2月4日正式移交法国。
同一天，该舰以法国将领路易·德賽的姓氏重新命名为“德塞”号，并被编入第1驱逐支舰队，进而于1946年9月进行了试航。1947年3月至6月，当法国总统樊尚·奥里奥尔出访法属西非和北非时，它成为了为战列舰黎塞留号护航的一份子。同年晚些时候，德塞号又独自访问了北非。它参与了1948年的春季海军演习，并于5月30日在布雷斯特参加了为奥里奥尔举行的海上阅兵。该舰在纪念弗朗索瓦-勒内·德·夏多布里昂逝世一百周年期间出现在圣马洛，并在11月4日返回瑟堡之前造访了波尔多。德塞号于年底前退役，1949年1月被缩编至预备役。在1954年2月17日被除籍之前，该舰一直被用作在法国服役的其他前德国舰艇的备件来源。其废舰体被重新命名为Q02号，并于6月作废品出售。它最终被拖到鲁昂完成拆解。